# 日內瓦 (紐約州鎮)
日內瓦（英語：Geneva）是一個位於美國紐約州安大略縣的鎮。

## 人口
根據2020年美國人口普查的數據，日內瓦的面積為49.80平方千米，皆為陸地。當地共有人口3478人，而人口密度為每平方千米70人。